# コルバッハの戦い
コルバッハの戦い（コルバッハのたたかい、英語: Battle of CorbachまたはBattle of Korbach）は七年戦争中の1760年7月10日、ヴァルデック侯国のコルバッハにおいてフランス軍がイギリス、ハノーファー、ヘッセン＝カッセル連合軍に勝利した戦闘。1760年戦役の最初の戦闘であった。

## 行軍
コルバッハの町はコルバッハ山上にあり、周りの平原からは400メートル以上の高さであった。コルバッハ山は町の東1マイルにあるベルンドルフの森まで伸び、町では道路が数本交差していた。コルバッハの近くには両軍の大軍が行軍していた。元帥ブロイ公以下フランス本軍は約18マイル南のフランケンベルクにいて、一方フェルディナント・フォン・ブラウンシュヴァイク＝ヴォルフェンビュッテル率いる連合軍は6マイル東のザクセンハウゼンにいた。ブロイ公にはヘッセンを通ってハノーファーへ北上する命令が下されており、コルバッハにいるフランス軍はこのときヘッセン＝カッセルの首都カッセルから西25マイルしか離れていなかった。
コルバッハ自体は7月9日にハノーファーの軽騎兵指揮官ニコラウス・フォン・ルックナーが占領していたが、騎兵4個大隊とヘッセン猟兵1個大隊では守備に足りず、10日にはサンジェルマン伯爵の前衛に追い払われた。フェルディナントはブラウンシュヴァイク＝ヴォルフェンビュッテル公子カール・ヴィルヘルム・フェルディナント率いるイギリス、ハノーファー、ヘッセン＝カッセルの混成軍を派遣して、サンジェルマン伯爵の撃退、およびサンジェルマンとブロイ軍の合流阻止を命令した。グランビー卿にザクセンハウゼンの指揮を任せると、フェルディナントは大軍を率いてヴィルドゥンゲンへ行軍した。一方のカール・ヴィルヘルム・フェルディナントは朝9時にコルバッハの山麓に到着した。
連合軍のうちイギリス軍はジョン・グリフィンが指揮官で少なくともスタッドホルム・ホジソン率いる第5歩兵連隊、エドワード・コーンウォリス率いる第24歩兵連隊、エドワード・カー率いる第50歩兵連隊、トマス・ブルデネル率いる第51歩兵連隊を含む6個大隊、ハンフリー・ブランド率いる第1国王近衛竜騎兵連隊の3個騎兵大隊、チャールズ・ハワード率いる第3近衛竜騎兵連隊の2個騎兵大隊、そして大砲18門を有するチャールトン率いる歩兵部隊であった。連合軍の合計はハノーファー、ヘッセン、ブラウンシュヴァイクの19個歩兵大隊、そして14個騎兵大隊であり、さらに近くにはルックナー軍もいた。
サンジェルマン軍は最初にはラ・トゥール＝デュ＝パン連隊とラ・クーローヌ連隊の2個旅団だったが、王立スウェーデン人旅団とカステラス旅団の3個スイス人連隊がその後を続き、さらにナヴァール連隊と王立連隊も駆けつけた。その合計は文献によって違い、10個歩兵大隊と15個騎兵大隊で合計7千とするものもあれば、6個旅団で合計1万とするものもある。歩兵の他には17個騎兵大隊もいた。

## 戦闘

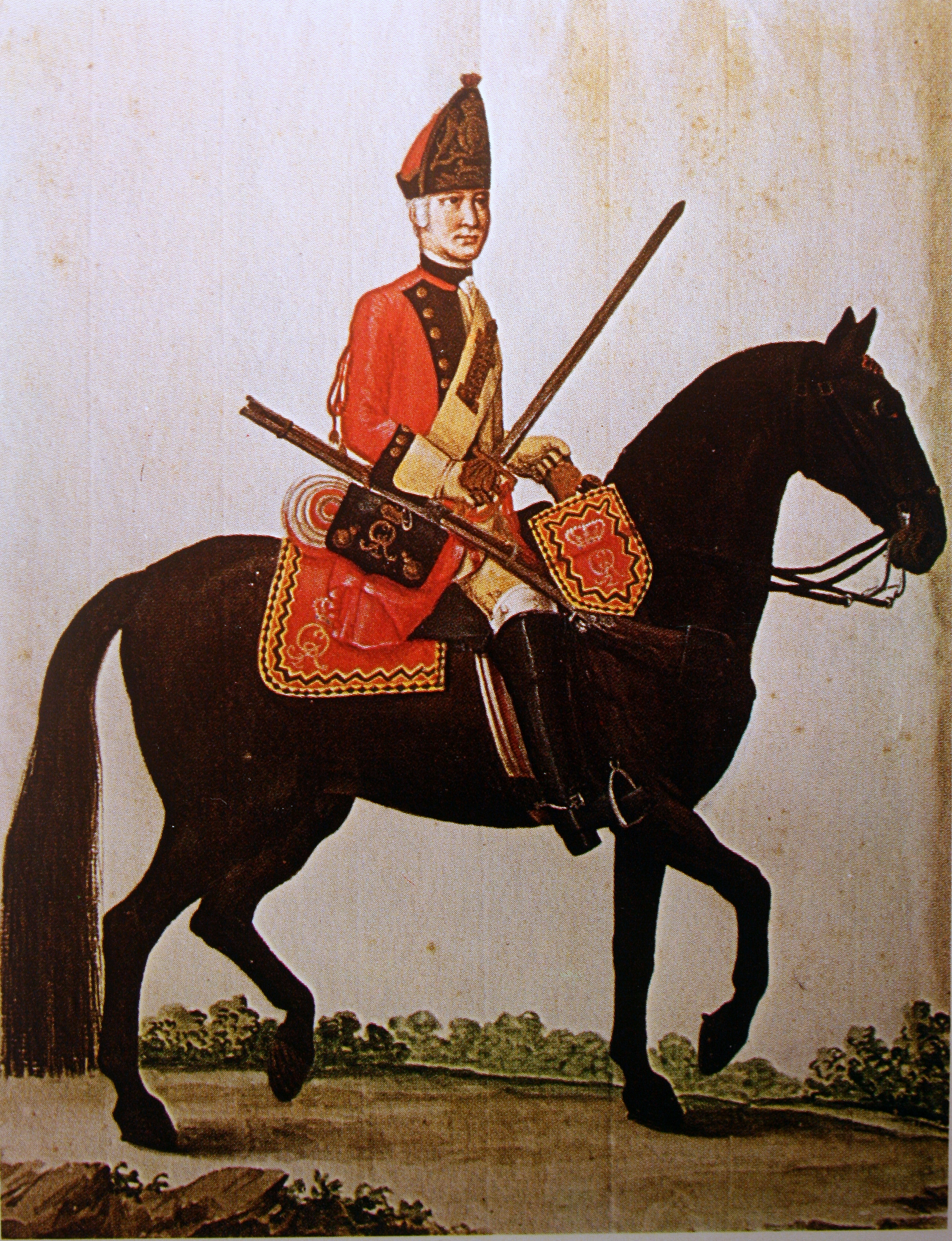
ハノーファー騎兵

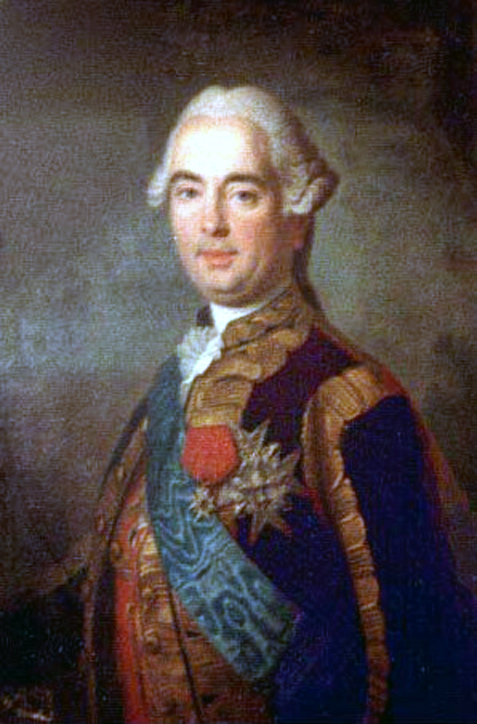
ブロイ公

サンジェルマン伯爵はコルバッハの町で4個歩兵大隊を展開した。残りの歩兵、砲兵部隊と騎兵はコルバッハ山で展開し、また軽部隊の一部はベルンドルフの森で展開した。カール・ヴィルヘルム・フェルディナントは軍を展開するとすぐに攻撃に移したが、フランスの陣形により彼は左後ろのほうに隙がある陣形を取らざるをえなくなり、しかもフランスの増援がフランケンベルクからコルバッハまで北上してきた場合、ちょうどその隙を突いてしまう位置であった。
戦闘は連合軍が朝9時に到着するとはじまり、まずは両軍のフサール（軽騎兵）が小競り合いをおこした。戦闘を通して両軍の砲撃と歩兵の射撃が激しかったが、フランス軍はもちこたえた。戦闘は両軍の中央部、コルバッハとベルンドルフの間にある2つの森で一番激しかったが、そこではフランス軍はドイツ軍を押していた。グランビー伯爵からリゴニア子爵への公式報告によると、フランケンベルクからのフランス増援が連合軍の後ろに到着したため、カール・ヴィルヘルム・フェルディナントは撤退を決断したという。
連合軍が撤退しているとき、連合軍のドイツ歩兵と騎兵の間で混乱が生じ、これを見たフランス軍は砲撃を倍加し、騎兵の大部隊で突撃した。連合軍の撤退は15時ごろにはじまり、カール・ヴィルヘルム・フェルディナントは自ら近衛竜騎兵連隊の2個大隊を率いて突撃、第50、51歩兵連隊とともに撤退を援護してほぼ全軍を助ける結果となったが、第1国王竜騎兵連隊で47人が戦死した。しかし、連合軍右翼の王立砲兵大隊と大砲18門がフランスに奪われるのは防げなかった。

## その後
コルバッハの戦いは1760年戦役の最初の戦闘であった。フランス軍がコルバッハで勝利したことにブロイ公が戦役を早く開始したこともあってドイツにおける進軍は順調に進んだ。フェルディナントとカール・ヴィルヘルム・フェルディナントにはエムスドルフの戦いやヴァールブルクの戦いで敗北したにもかかわらずのことであり、さらに10月のクローステル・カンペンの戦いで僅差ながらも勝利したことでアメリカでの敗北が相殺され、イギリスが有利な条件で戦争を早期終結する望みは潰えた。